# Timothy McGee
Timothy McGee az NCIS című filmsorozat szereplője, a négy főszereplő egyike, akit Sean Murray alakít. Magyar hangja: Kapácsy Miklós.

## Timothy McGee
McGee jámbor fiatalember, öltözködésében konzervatív, a nők társaságában kissé ideges. Eredetileg komputertechnikusként alkalmazták az NCIS-nél, s alkalmanként segítette Gibbst és csapatát a számítástechnikával kapcsolatos feladatokkal. Később Gibbs indítványozására csatlakozott a csapathoz. McGee az MIT-re járt, szereti az internetes szerencsejátékokat. DiNozzo előszeretettel szólítja őt különféle beceneveken: "Zöldfülű" (utalva próbaidejű ügynök mivoltára), "McGeek" (utalva számítógépfanatikus mivoltára), Törpekirály (utalva arra, hogy McGee szívesen játszik különféle online stratégiai és egyéb játékokat). Ez utóbbi elnevezést Gibbs is sokszor használja. McGee bűnügyi könyveket is ír, egyik regénye bestsellerré vált, melyben a csapat tagjairól mintázza a szereplőket. Számos fóbiája van: nem bírja a hernyókat, tengeribeteg már a kikötőben is, allergiás a macskákra.